# Cuisine sud-africaine
La cuisine sud-africaine regroupe l'ensemble des traditions culinaires de l'Afrique du Sud. Elle est caractérisée par son influence des cultures africaine, européenne et asiatique. La cuisine sud-africaine s'inspire de celle des peuples autochtones d'Afrique du Sud tels que les Khoïsan, Xhosas, Zoulous et Basotho. Les différentes cuisines des colons et immigrants, mais aussi celle des esclaves ont eu un impact majeur sur la cuisine du pays.
Les Sud-Africains sont connus pour leur goût pour le barbecue, appelé braai en Afrikaans. La viande occupe une position de premier plan dans la cuisine sud-africaine.

## Plats typiques

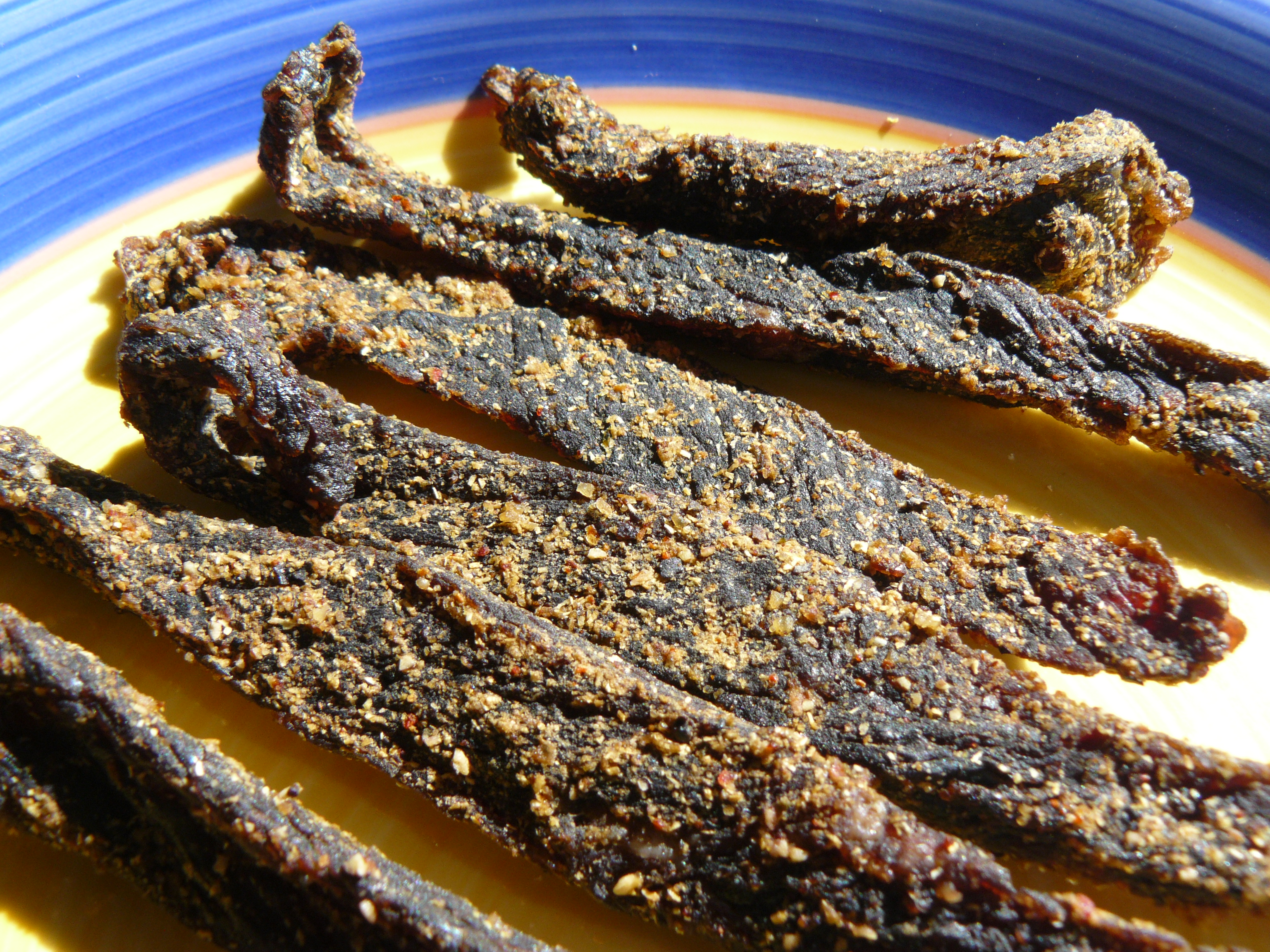
Biltong

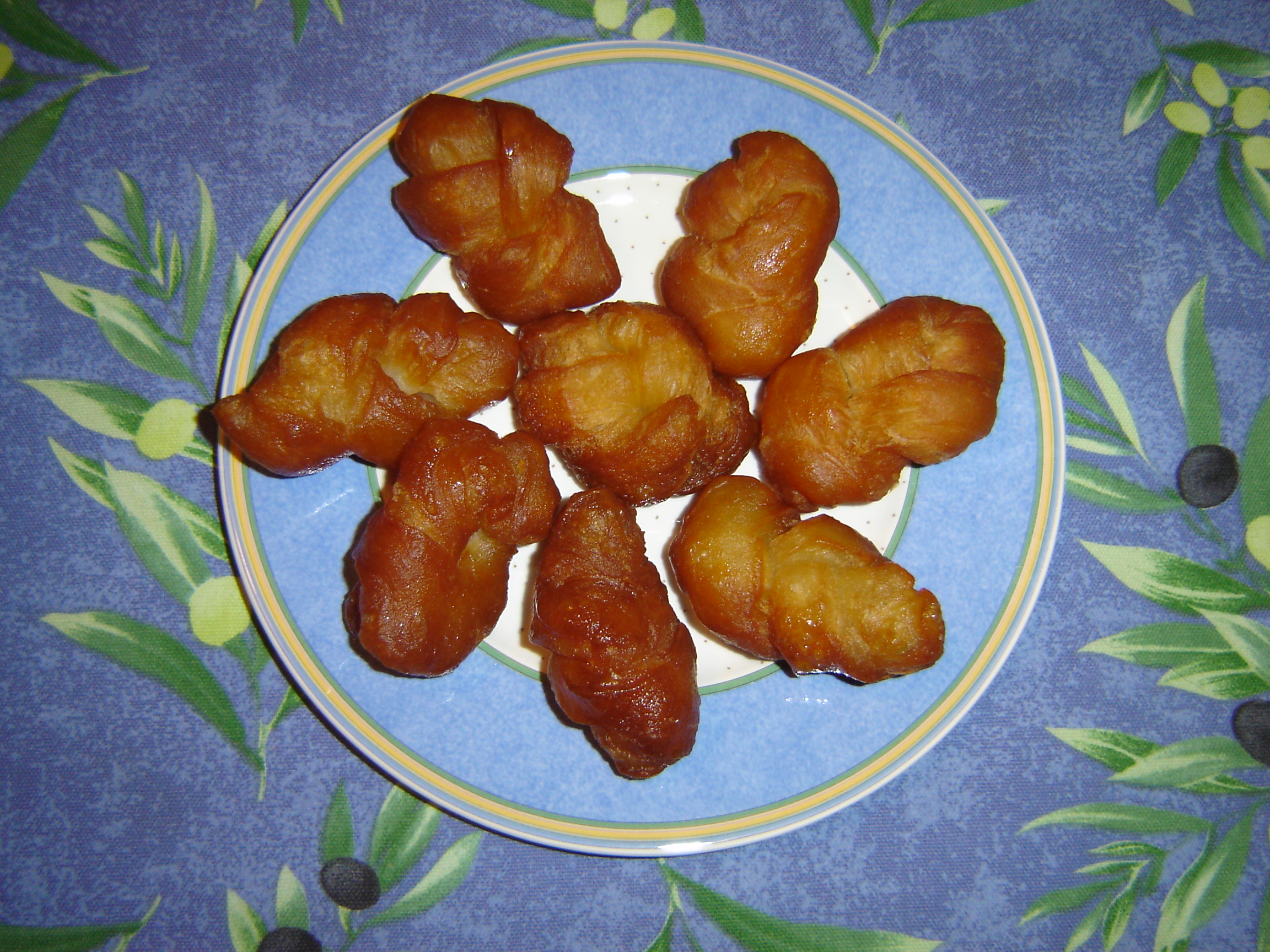
Koeksisters

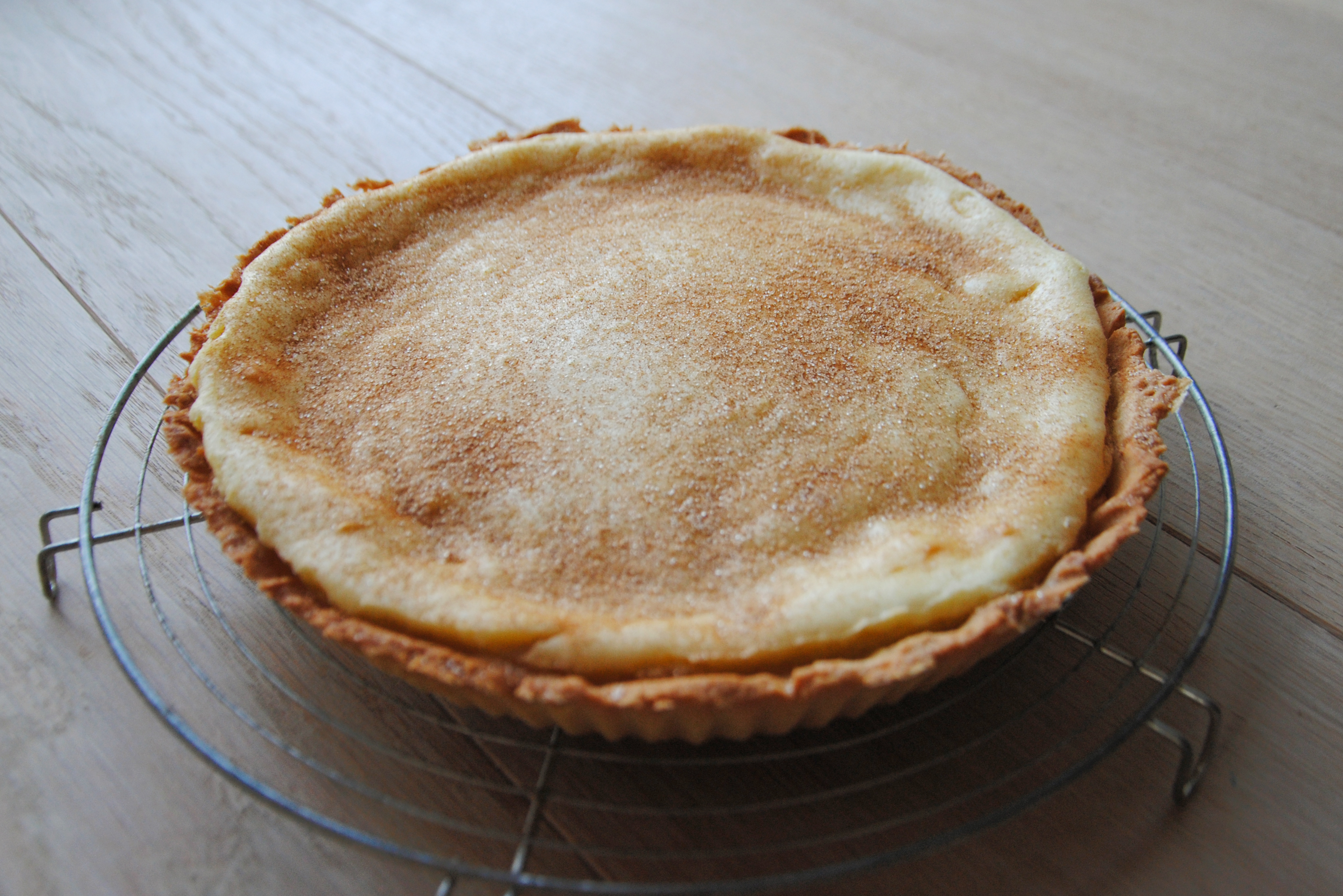
Melktert

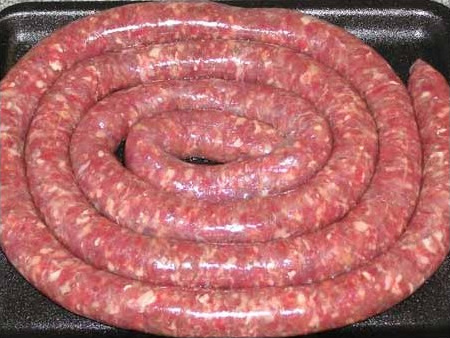
Boerewors cru

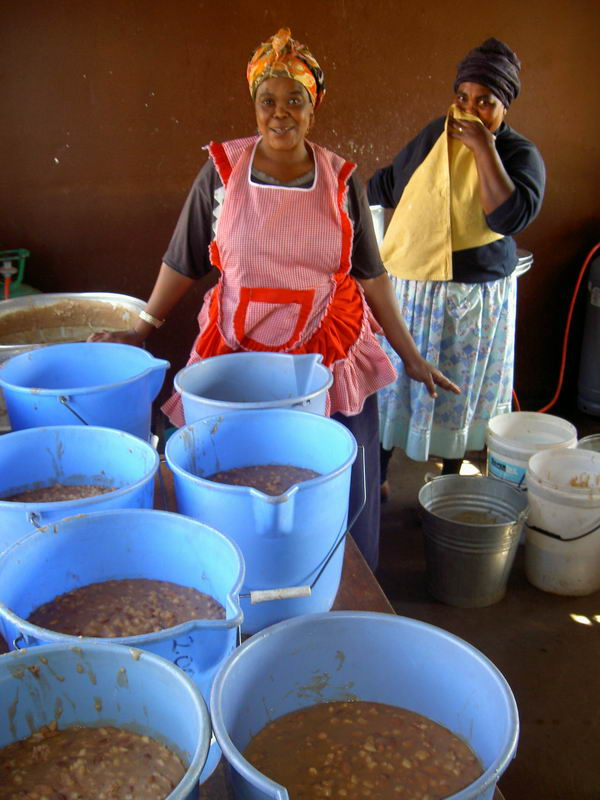
Seaux de samp

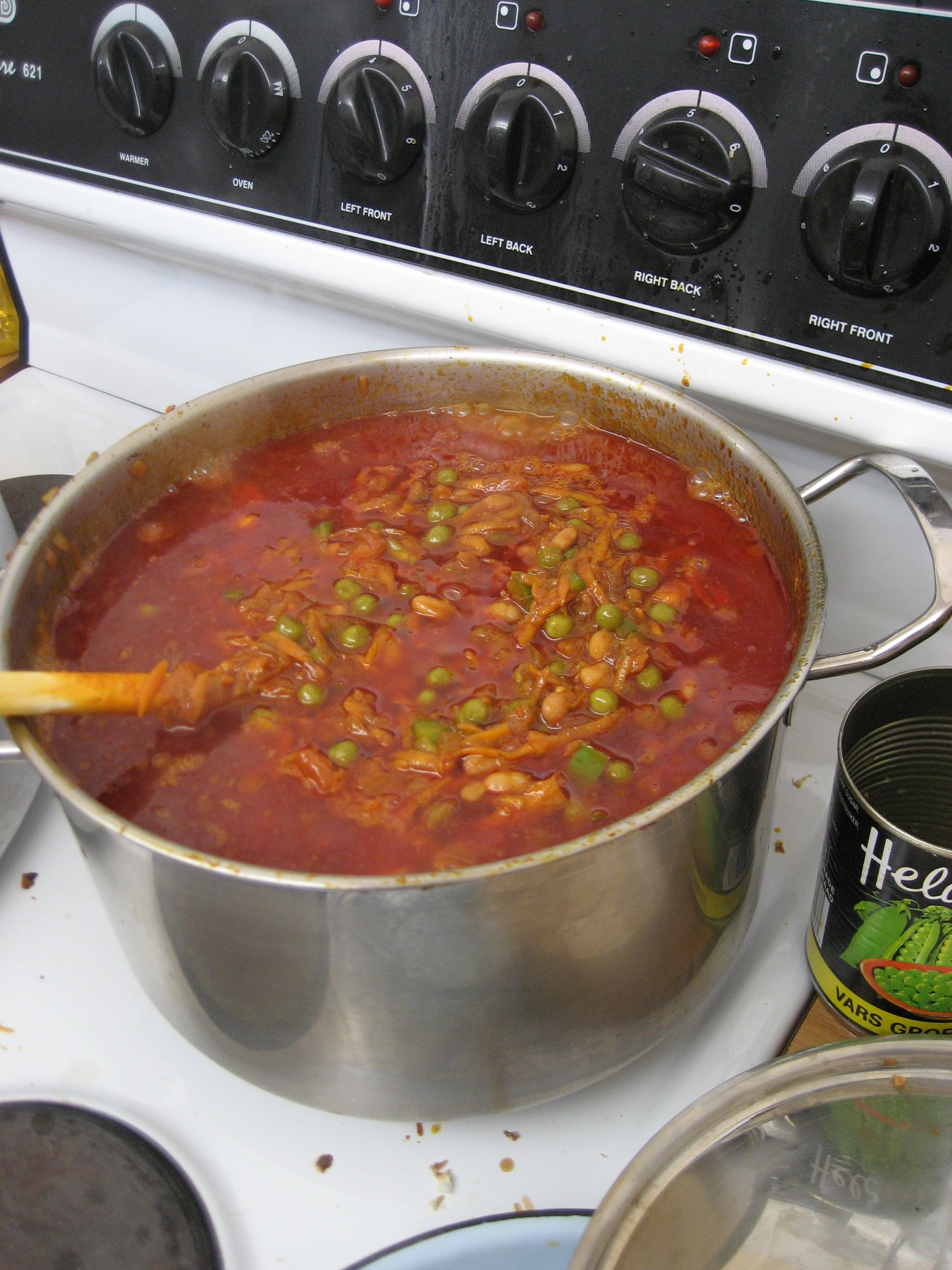
Chakalaka

La cuisine sud-africaine, comprend les plats et aliments suivants :
- Amasi (en), lait caillé
- Biltong, une viande séchée et salée (similaire au Jerky)
- Biryani, plat de riz préparé avec des épices, de la viande, des œufs ou des légumes
- biscotte, un biscuit rectangulaire, sec consommé après avoir été trempé dans du thé ou du café. Ils sont soit cuits à la maison ou achetés en magasin
- Bobotie, un pain de viande, de raisins secs et œuf cuit sur le dessus, souvent servi avec du riz jaune, de la sauce sambal, noix de coco, banane tranchée et du chutney.
- Boeber (en), boisson sucrée traditionnelle des Malais du Cap à base de lait, vermicelles, sagou, sucre et parfumée à la cardamome, cannelle et à l'eau de rose
- Boerewors, une saucisse grillée au braai
- Bredie, un ragoût d'agneau et de tomates
- Bunny chow, pain évidé et garni de curry. Ce plat est également appelé Kota
- Chakalaka, relish épicé de légumes
- Chutney, ou blatjang, une sauce sucrée à base de fruits qui est généralement versée sur de la viande
- Delele ou derere  est un plat aux gombos. Il est souvent accompagné de sadza ou de nshima
- Fricadelle, boulettes de viande épicées aux oignons
- Gatsby, très populaire au Cap occidental : long rouleau garni de viande et de frites
- Gesmoorde vis, morue salée avec des pommes de terre, tomates et parfois servi avec de la confiture d'abricot
- Hoenderpastei, tourte au poulet
- Isidudu, pap à la citrouille
- Koeksister, une pâtisserie
- Mafi, lait caillé, souvent consommé avec du pap ou bu seul
- Mageu (en), une boisson fermentée à base de bouillie de maïs.
- Mala mogodu, plat de tripes consommé habituellement avec du pap et des épinards
- Malva, pudding à la confiture d'abricot
- Mashonzha, fabriqué à partir du ver mopane
- Melktert, une tarte à base de lait
- Melkkos, un autre dessert à base de lait
- Mielies ou mealies, l'un des aliments de base, correspondant à l'ugali ou le Mieliepap une purée de maïs avec viande en sauce
- Pain de maïs, un pain sucré cuit au four avec du maïs doux
- Pampoenkoekies (beignets de potiron), la farine est complétée ou remplacée par de la citrouille ou de la patate douce
- Potbrood (pain à la cocotte) également appelé boerbrood, pain salé cuit sur des pierres dans une cocotte en fonte
- Potjiekos, un ragoût traditionnel Afrikaans, à base de viande et de légumes, cuit sur la braise dans un pot en fonte
- Samoussa, un beignet originaire du nord de l'Inde
- Samp (grain de maïs séché foulé aux pieds puis cassé) et les haricots
- Skilpadjies (également appelé vlermuise et pofadder) : foie d'agneau enveloppé dans du netvet cuit au braai
- Smagwinya, gâteau gras
- Snoek (Thyrsites atun), poisson local, fumé ou cuit au braai
- Sosatie, brochette de viande marinée
- Sauce à la glande de singe (en)
- Les viandes d'autruche et de crocodile